# Império Tuculor
O Império Tuculor (em árabe: الخلافة التجانية; em fula: Laamateeri Tukuleer; em francês: Empire toucouleur), também chamado Jiade Tijanita (Tijaniyya), Segu Tuculor, Califado Tijanita ou Estado Umariano, foi um império islâmico de meados do século XIX fundado por Alhaje Omar Tal dos tuculores do Senegal.

## História

### Antecedentes e fundação
Omar Tal retornou do haje em 1836 com os títulos de Alhaje e califa da irmandade tijanita do Sudão. Após uma longa estadia em Socoto, se mudou à região de Futa Jalom (atual Guiné) na década de 1840. Ali, completou um grande trabalho sobre os tijanitas antes de se concentrar na luta militar contra territórios pagãos. Sua mensagem apelou para uma grande parte da população saeliana em meados do século XIX, incluindo fulas, soninquês, mouros e outros. Além disso, muitas pessoas de classe baixa tinham queixas contra as elites religiosas ou militares locais e os escravos aspiravam ganhar liberdade lutando pelo islamismo. Indivíduos sem raízes dada sua origem étnica mista encontraram nova identidade social e oportunidades, as comunidades sob o poder dos europeus olhavam para Tal como meio através do qual expulsariam os estrangeiros e as famílias marabutas esperavam ganhar poder político além de sua influência religiosa.
Seu crescente poder e número de seguidores causaram tensão com os líderes do imamado. Em 1851, Omar Tal mudou sua comunidade para fundar a cidade de Dinguiraie no que era então o Reino de Tamba. O rei, Iambi, concedeu-lhe a terra em troca de um pagamento anual. Logo, no entanto, o estoque contínuo de armas de Tal começou a preocupar os líderes de Tamba também. Depois que uma série de emissários para Tal foram repelidos, e um griô proeminente até se converteu ao islamismo, Iambi atacou preventivamente a comunidade, mas foi derrotado em setembro de 1852.

### Primeiras conquistas e conflito com os franceses
Após conquistar Tamba, Omar Tal lançou sua jiade. Seus primeiros movimentos foram para o norte, com o general dialonquê Modi Mamadu Jã liderando as conquistas de Macana e Guidimaca. Tal construiu uma tata (fortificação) perto da cidade de Caies que é hoje um destino turístico popular. Ele conquistou Bambuque, então tomou Nioro do Sael, a capital do Reino de Caarta, em abril de 1855, que se tornou sua capital. Em 1855 e 56, seus súditos bambaras recém-conquistados se rebelaram contra a imposição do Islã.
Após restaurar o controle, Omar Tal virou para o oeste em direção a Futa Toro, Gajaba e Bundu. Isso o colocou em conflito com os franceses que estavam tentando estabelecer sua supremacia comercial ao longo do rio Senegal. Tal sitiou o exército colonial francês no forte de Medina. O cerco falhou em 18 de julho de 1857, quando Louis Faidherbe, governador francês do Senegal, chegou com forças de socorro. Em 1860, Omar Tal fez um tratado com os franceses que reconheceu sua esfera de influência e a de seus seguidores em Futa Toro e atribuiu a eles os estados bambaras de Massassi e Segu.

### Segu e Massina
Com seu flanco ocidental seguro, Tal se voltou ao Império Bamana. Ele entronizou formalmente seu filho Amadu Tal como seu sucessor e miramolim durante a campanha. As forças tuculores capturaram Niamina sem luta em 25 de maio de 1860, então venceram a batalha de Uitala em setembro, durante a qual os canhões capturados dos franceses foram decisivos. Amadu III de Massina prestou ajuda a Bina Ali, o fama de Segu, com a condição de que ele aceitasse o Islã. Em janeiro de 1861, o exército de Massina foi mobilizado sob a liderança de Ba Lobo com oito mil cavaleiros, cinco mil infantes e mil mosqueteiros e foi unido em Tio, na margem direita do Níger, em frente a Sansandingue, pelo que restava das forças bamanas. Em meados de fevereiro, duas frotas de canoas entraram em choque no meio do rio. Cerca de 500 das tropas de Omar atacaram uma vila perto de Tio por iniciativa própria e foram capturadas e destruídas. No dia seguinte, no entanto, Omar dividiu seu exército em duas alas, que cruzaram o rio à noite e esmagaram as forças aliadas.
Após uma vitória decisiva na Batalha de Segu em 10 de março de 1861, Tall fez da cidade a capital do Império Tuculor. Outra revolta bambara eclodiu, instigada por Massina. Instalando Amadu como fama de Segou, Tal marchou pelo Níger para pôr fim à ameaça de Hamdulai de uma vez por todas. Isso foi controverso, pois atacar uma potência muçulmana era proibido. Mais de 70 mil morreram nas batalhas que se seguiram. A mais decisiva foi em Caiaual, onde Amadu III foi ferido, depois capturado e decapitado. Jené caiu rapidamente, seguido por Hamdulai em maio de 1862. Apesar desta vitória, a região permaneceu profundamente instável. Os senhores da guerra de Tonjom comandando os remanescentes dos exércitos bamanas resistiram em bolsões, e os ataques eram endêmicos em todos os lados. Logo, uma grande rebelião eclodiu nas terras de Massina liderada por Ba Lobo. Enquanto suprimia a revolta na primavera de 1863, Omar Tal reocupou a cidade de Hamdulai, mas em junho as forças rebeldes sitiaram seu exército lá. Eles capturaram a cidade em fevereiro de 1864. Omar Tal fugiu, mas foi morto logo depois.

### Amadu Tal e declínio

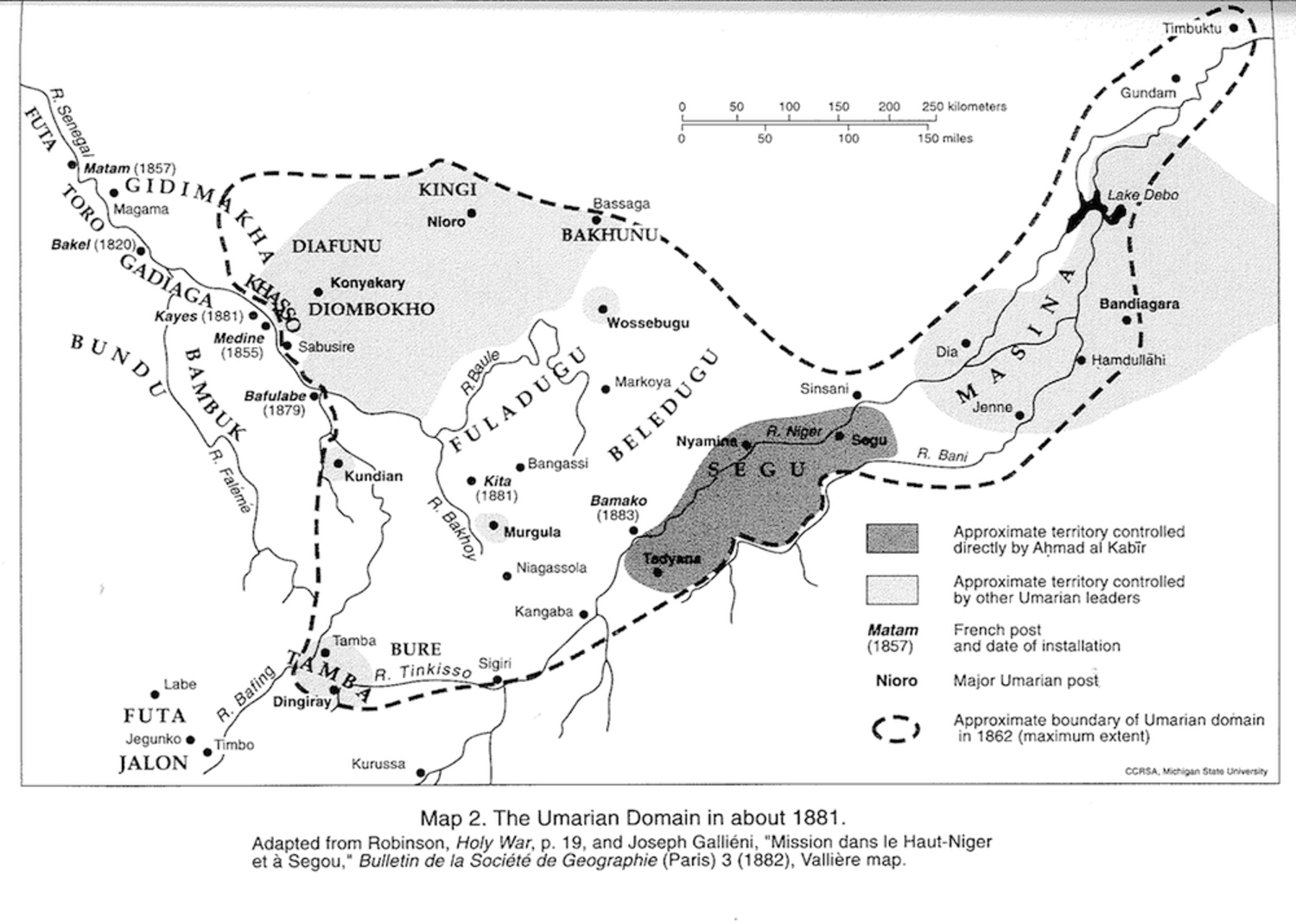
O Califado Tuculor em 1881 sob o reinado de Amadu Tal

Após sua morte, o sobrinho de Omar Tal, Tidiani Tal, contestou a sucessão com Amadu Tal, continuando a guerra em Massina e instalando sua capital em Bandiagara. Em Segu, Amadu continuou a reinar, lutando para centralizar o império contra a resistência da aristocracia fula. Para esse fim, cultivou uma base de apoio entre os nativos Bambara de Segou. Ainda assim, os torodos de Futa Toro dominaram as fileiras superiores do império.
Os irmãos de Amadu, Aguibu e Moctar, que foram deixados em Dinguiraie durante as guerras contra Segu e Massina, tentaram tomar o poder em Nioro e Cuniacari durante a década de 1870, mas foram derrotados e presos. Amadu os substituiu por outro irmão, Muntaga, que por sua vez se rebelou em 1884, pressionando Amadu a mover sua corte para Nioro. Os franceses, enquanto isso, continuaram a se expandir. Capturaram Nioro em 1891 e expulsaram Amadu para Bandiagara. Em 1893, os franceses assumiram o controle final, encerrando o império e enviando Amadu ao exílio em Socoto.

## Governo e economia
Um dos principais objetivos da governança sob o Império Tuculor era unificar a população do Estado sob a bandeira do islamismo. Para esse fim, a justiça e a islamização eram administradas por um corpo de cádis e marabutos. O Estado era financiado por impostos religiosos e seculares diretos, bem como por taxas alfandegárias sobre o comércio.
A conquista do Império Bamana foi facilitada pela instabilidade interna e pela descentralização, mas isso dificultou o governo do Níger médio. Na década de 1860, a inflação era galopante, e as tropas faziam incursões generalizadas para obter suprimentos, já que o Estado não tinha um controle firme o suficiente sobre o país para tributar as pessoas e pagar ou alimentar os soldados. A insegurança e o comércio de armas com a costa ajudaram a desviar o comércio das rotas norte-sul do Níger para um eixo leste-oeste ligando Nioro a Segu.
Pelo menos no reinado de Amadu, o governo do império era altamente estruturado, com governadores das várias províncias apoiados por cádis, comandantes militares e cobradores de impostos, todos nomeados pelo califa. Ministros baseados em Segu administravam vários portfólios, como justiça, a frota do rio Níger, o tesouro público, relações com europeus e outras potências estrangeiras, comércio, etc. O exército era profissionalizado e hierárquico, com um núcleo de guarda-costas sofas, e comandava a maior parte do orçamento do Estado.

## Legado
Uma grande faixa do território do Sael que antes abrangia o Império Tuculor é hoje muçulmana devido às campanhas de Omar Tal.